# Rubus oboranus
Rubus oboranus — вид квіткових рослин з родини трояндових (Rosaceae). Ендемік півдня Польщі.
Таксон, описаний із Сілезії, ендемік Польщі. Відомий з небагатьох місцевостей, виключно з гербарного матеріалу. Можливо вимерлий.